# 造型彫刻家協会
造型彫刻家協会（ぞうけいちょうこくかきょうかい）は、かつて日本に存在した美術家団体。

## 概要
本郷新、山内壮夫、明田川孝、柳原義達、川口信彦、佐藤邦輔、杉本幸一郎、新田實、能美八重夫ら国画会を中心に作品発表を行なっていた9名の若手彫刻家たちが“科学的造型性に立脚した彫刻芸術の創作”を目的に掲げて1936年に創立。国展と並行しての展覧会活動に加え、フランスから帰国した清水多嘉示らの協力により当時活動していた外国作家の作品を紹介したり、美術評論家の柳亮らを迎えて研究会を開催したり、会報誌を発行するなど精力的な活動を行なった。その後、芥川永、山本常一、佐藤忠良、舟越保武らも加わり最盛期には20名ほどの会員があったが、1939年にはうち7名が新制作派協会彫刻部の立ち上げに参加。同年、造型彫刻家協会としての活動を終了した。